# Smbat Lpoetjan

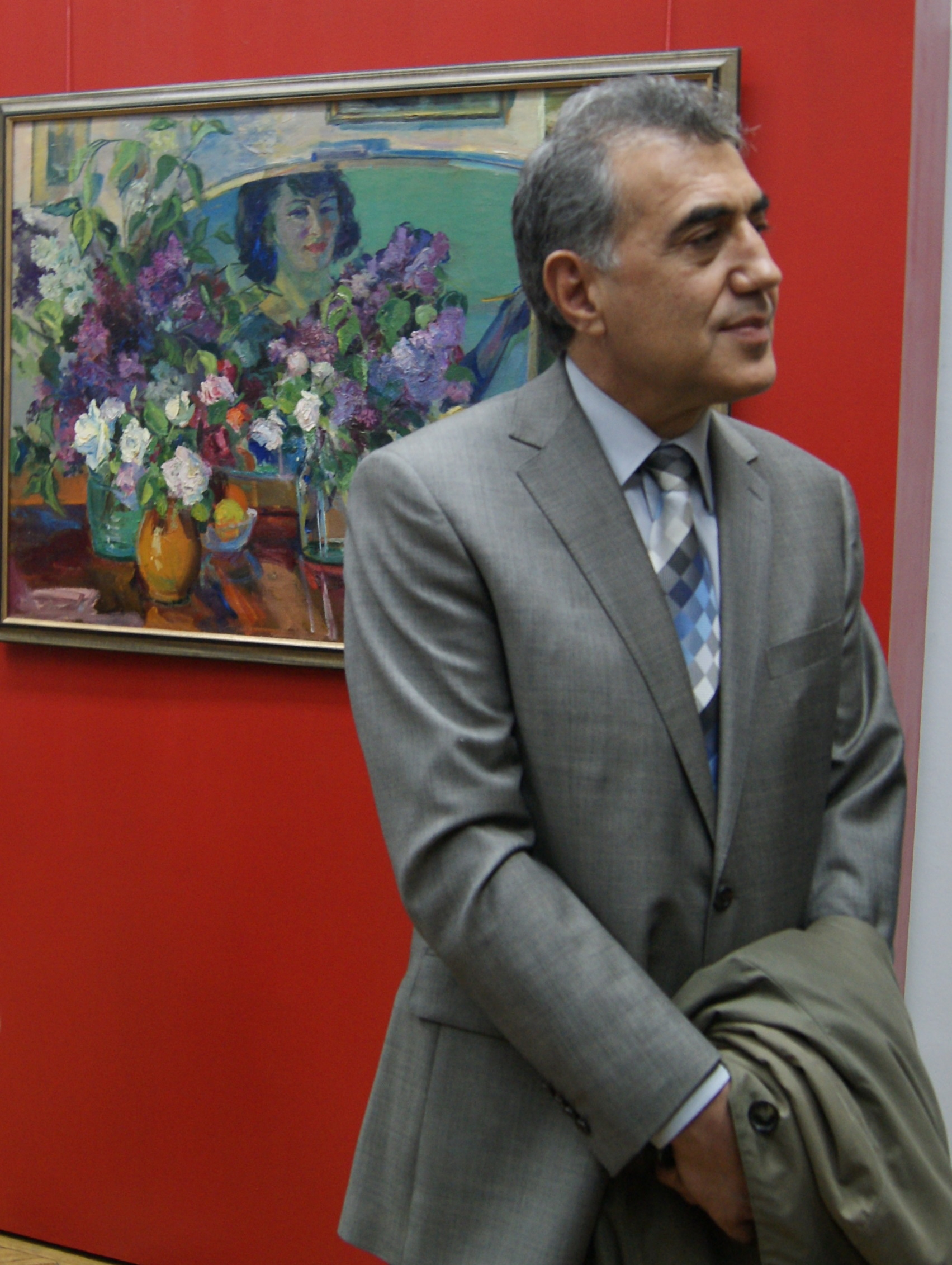
Smbat Lpoetjan (2016)

Smbat Lpoetjan (Armeens: Սմբատ Լպուտյան) (Jerevan, 14 februari 1958) is een Armeens schaker. Hij is sinds 1984 een grootmeester (GM). Smbat Lpoetjan is vice-voorzitter van de Armeense schaakbond. 
Smbat Lpoetjan was in 2002 de oprichter, en sindsdien de president, van de Schaakacademie van Armenië. 
In 2004 verkreeg hij de titel FIDE Senior Trainer. 

## Resultaten
In 1982 werd hij Internationaal Meester (IM) en in 1984 grootmeester.
In 1984 werd hij gedeeld vijfde bij het kampioenschap van de Sovjet-Unie in Lviv. 
In de jaren 80 van de twintigste eeuw behaalde hij in een aantal toernooien de eerste plaats: Berlijn 1982, Athene 1983 (gedeeld), Irkoetsk 1983 (gedeeld), Sarajevo 1985, Irkoetsk 1986, Hastings 1986-87 (gedeeld met Murray Chandler, Jonathan Speelman en Bent Larsen), Dortmund 1988,   Jerevan 1988, Blagovesjtsjensk 1988, Oezjhorod 1988, Altensteig 1989, Rimavská Sobota 1991, Dortmund-Open 1992 (gedeeld met Vladimir Kramnik en Zoerab Azmaiparasjvili), Jerewan 1996 (gedeeld met Predrag Nikolić), Wijk aan Zee-B 1999, Jerevan 2000 (Zonetoernooi) en 2001 (kampioenschap van Armenië), Port Erin 2003 (gedeeld met Simen Agdestein). 
Hij won het kampioenschap van Armenië in 1978, 1980, 1998 en 2001.
In 1990 kwalificeerde hij zich door een gedeelde eerste plaats (met Aleksej Sjirov, Aleksej Drejev en Leonid Yudasin) op het Zonetoernooi in Lviv, voor het Interzonetoernooi in Manilla (1990). In 1993 won hij het Zonetoernooi in Protwino (in de oblast Moskou) en nam vervolgens deel aan het Interzonetoernooi in Biel (1993). 
In juli 2009 was zijn Elo-rating 2574.  
In december 2009 kreeg hij de titel "Honoured Master of Sport of the Republic of Armenia".
Bij de FIDE staat hij gemarkeerd als 'inactief', omdat hij sinds de European Club Cup in 2008 in Chalcidice, geen geregistreerde partij meer gespeeld heeft. 

## Nationale teams
In 2006 won hij met het Armeense team (andere teamleden: Levon Aronian, Vladimir Akopian, Karen Asrian, Gabriel Sargissian en Artashes Minasian) een gouden medaille bij de 37e Schaakolympiade in Turijn.

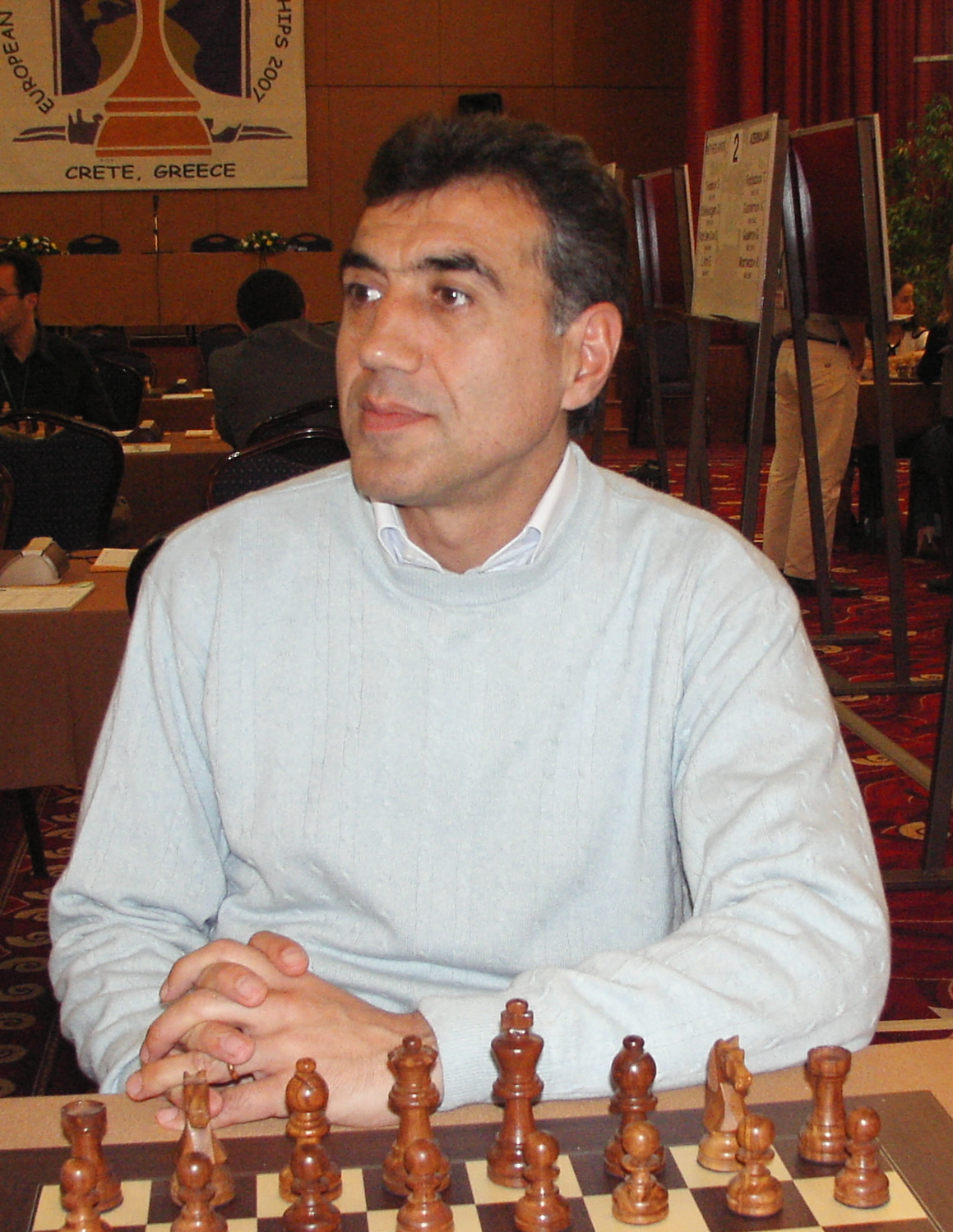
Smbat Lpoetjan (2007)

In de periode 1992 - 2006 nam hij met het Armeense team deel aan alle acht Schaakolympiades; in 1992, 2002 en 2004 won Armenië de bronzen medaille. Hij ontving twee keer een zilveren medaille voor zijn individuele prestatie: in 1992, spelend aan bord 3, en in 1998, spelend aan bord 2.
Hij nam met het Armeense team deel aan het WK landenteams in 1993, 1997, 2001 en 2005 (waarbij hij met het team in 1997, 2001 en 2005 derde werd, en in 1997 een individuele gouden medaille ontving voor zijn prestatie aan het derde bord).
Hij nam met Armenië deel aan het EK landenteams in 1992, 1997, 1999, 2005 en 2007. In 1999 werd het team Europees kampioen, in 2007 tweede en in 1997 derde.

## Schaakverenigingen
Lpoetjan was in diverse landen actief als lid van schaakverenigingen. In 2006 en 2007 werd hij met de vereniging Bank King Jerewan kampioen van Armenië, en speelde in de Russische bondscompetitie voor Südural Tscheljabinsk. In 2002 speelde hij in de Bosnische bondscompetitie voor ŠK Kiseljak.
De European Club Cup won Lpoetjan in 1986 en in 1988 met ZSKA Moskau, in 1994 met ŠK Bosna Sarajevo en in 1995 met Jerewan.

## Persoonlijk leven
Hij heeft vier kinderen, waarvan een, geboren in 1992, uit een eerder huwelijk. 